# Cabeza del Buey
Cabeza del Buey è un comune spagnolo di 5 015 abitanti situato nella comunità autonoma dell'Estremadura.